# المنزل الكائن بشارع 92 (فلم)
المنزل الكائن بشارع 92 (بالإنجليزية: The House on 92nd Street) هو فيلم إثارة تم إنتاجه في الولايات المتحدة وصدر في سنة 1945.

## ترشيحات وجوائز
| السنة | الحدث          | الفئة    | النتيجة  |
| ----- | -------------- | -------- | -------- |
|       | جائزة الأوسكار | أفضل قصة | فـــــوز |

## وصلات خارجية
- مقالات تستعمل روابط فنية بلا صلة مع ويكي بيانات